# Księżniczka Trebizondy

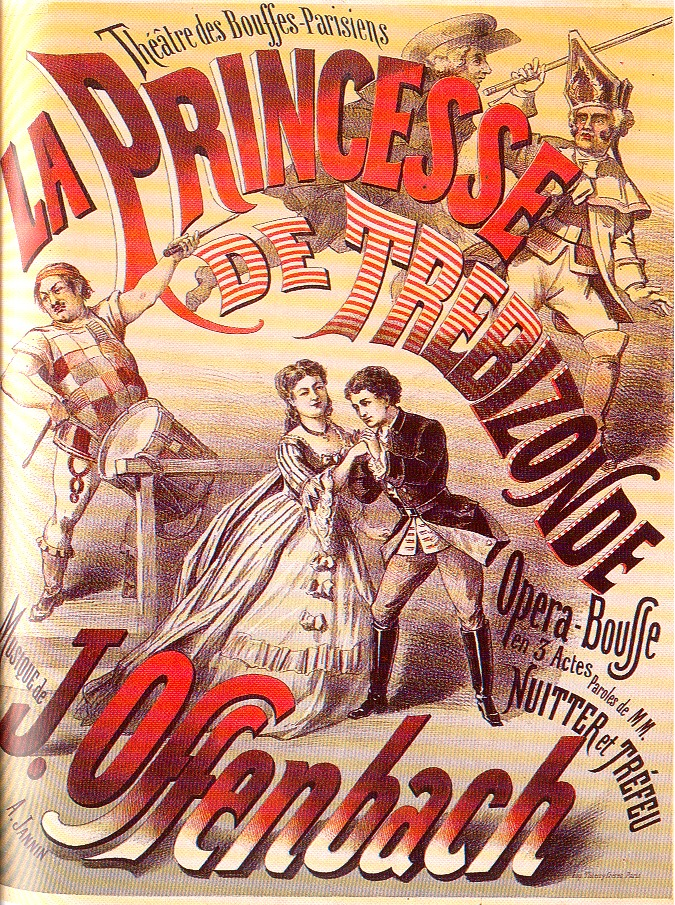
Afisz teatralny.

Księżniczka Trebizondy (fr. La Princesse de Trébizonde) – opéra bouffe Jaques’a Offenbacha. Autorami libretta są: Étienne Tréfeu i Charles-Louis-Étienne Nuitter. Prapremiera odbyła się w Baden-Baden 31 lipca 1869.

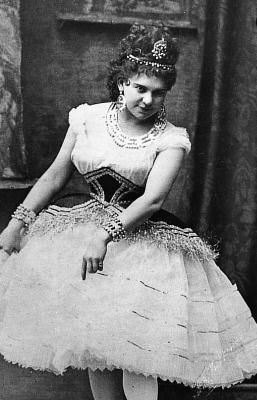
Josefine Gallmeyer w roli Zanetty

## Treść
Trwają przygotowania do pokazów objazdowego cyrku. Główną atrakcją ma być woskowa figura przedstawiająca Księżniczkę Trebizondy. Na nieszczęście Żanetta, córka właściciela cyrku, podczas odkurzania eksponatu przypadkowo odłamuje mu nos. Aby uratować przedstawienie postanawia sama wcielić się w rolę woskowej figury. Wygląda w tej roli tak pięknie, że zakochuje się w niej młody Książę Raphaël, sądząc, że zakochał się w woskowej figurze. Nieoczekiwanie trupa cyrkowa wygrywa na loterii, a nagrodą jest cały zamek. Życie artystów zupełnie się odmienia, jednak po okresie pół roku okazuje się, że nie są z tego zadowoleni: życie na zamku ich nudzi i tęsknią za wędrówką i występami. Żanetta zostaje pewnego dnia zauważona przez Raphaëla: wyznaje mu, że to ona odgrywała rolę woskowej figury. Raphaël jest przekonany, że jego ojciec, Książę Kazimierz, nigdy nie zgodzi się na jego związek z kobietą tak niskiego stanu. Namawia go więc, aby wykupił wszystkie figury woskowe i umieścił je w swoim pałacu. Wszystko jednak wychodzi na jaw, gdy pewnego dnia Kazimierz powraca wcześniej z polowania i zastaje Żanettę jako żywą dziewczynę wśród gości eleganckiej kolacji. Na szczęście okazuje się, że Kazimierz sam był kiedyś zakochany w artystce cyrkowej, zatem nie może przeciwstawić się związkowi syna.